# جرالد مکولک
جِرالد مکولک (انگلیسی: Gerald McCullouch؛ زادهٔ ۳۰ مارس ۱۹۶۷) یک هنرپیشه، کارگردان، و خواننده اهل ایالات متحده آمریکا است. وی از سال ۱۹۹۰ میلادی تاکنون مشغول فعالیت بوده‌است.

## زندگی شخصی
جرالد مکولک همجنسگراست. وی در سال ۲۰۱۴ اظهار داشت که با یک بازیکن بسکتبال به نام دریک گوردون رابطه دارد.